# Avior Airlines
Avior Airlines ist eine venezolanische Fluggesellschaft mit Sitz in Barcelona, Venezuela und Basis auf dem dortigen Flughafen Barcelona. Die Fluggesellschaft ist derzeit auf der EU-Flugsicherheitsliste geführt und somit vom Flugbetrieb in der Europäischen Union ausgeschlossen.

## Geschichte
Avior Airlines wurde 1994 gegründet. Es wurden eine Cessna Skymaster und eine Aero Commander 500 gekauft, um Öl zu Raffinerien zu transportieren. 1995 hat die Fluggesellschaft zwei Dornier Do 28 gekauft, um den nationalen Flugbetrieb in Venezuela zu erweitern. Die Fluggesellschaft flog erstmals die Ziele Isla Margarita und Canaima an. Einige Zeit später wurden eine Beechcraft 1900 und eine Cessna 208 gekauft. 1999 waren erstmals Buchungen über das Internet möglich. Die Fluggesellschaft gehört privaten Besitzern.
Aufgrund von Sicherheitsbedenken seitens der EU-Kommission besteht gegen Avior Airlines seit dem 30. November 2017 ein Betriebsverbot im Luftraum der Europäischen Union. welches gemäß der im November 2022 aktualisierten EU-Flugsicherheitsliste auch weiterhin gültig ist.

## Flugziele
Avior Airlines fliegt neben nationalen Routen auch einige internationale Ziele wie Miami oder Bogotá, Lima und Martinique an und übernimmt auch Charterflüge.

## Flotte

### Aktuelle Flotte
Mit Stand April 2025 besteht die Flotte der Avior Airlines aus zehn Flugzeugen mit einem Durchschnittsalter von 34,6 Jahren:
| Flugzeugtyp        | Anzahl | bestellt | Anmerkungen  | Sitzplätze (Business/Eco) | Durchschnittsalter |
| ------------------ | ------ | -------- | ------------ | ------------------------- | ------------------ |
| Boeing 737-200 Adv | 01     |          |              | 108 (12/96)               | 41,1 Jahre         |
| Boeing 737-400     | 07     | 1        | drei inaktiv | 150 (12/138) 144 (12/132) | 33,7 Jahre         |
| Fokker 50          | 02     |          | inaktiv      | 50 (-/50)                 | 34,6 Jahre         |
| Gesamt             | 10     | 1        |              |                           | 34,6 Jahre         |

### Ehemalige Flugzeugtypen
- Airbus A340-300
- Embraer EMB-120 Brasilia

## Zwischenfälle
Avior Airlines verzeichnete in ihrer Geschichte zwei Flugzeugentführungen:
- Am 25. Juli 1998 entführten vier bewaffnete Personen eine Beechcraft 1900D (Kennzeichen unbekannt) während eines Inlandflugs von Caracas nach Barinas. Sie zwangen die Besatzung das Flugzeug auf einem abgelegenen Flughafen zu landen und flogen alleine weiter. Das Flugzeug wurde im August in Kolumbien gefunden und zwei Personen konnten im Zusammenhang mit der Entführung verhaftet werden. Das Flugzeug wurde wahrscheinlich für den Drogenhandel entführt.[7]

- Am 30. Juli 1999 entführten fünf Personen eine Beechcraft 1900D (Kennzeichen YV-466C) während eines Inlandflugs von Caracas via Barinas nach Guasdualito. Das Flugzeug wurde nach Arauca entführt, sehr wahrscheinlich durch die FARC.[8]